# 夕木春央
夕木 春央（ゆうき はるお、1993年 -）は、日本の推理作家。

## 経歴・人物
カルト宗教を信仰する親のもとで宗教2世として育ち、高校・大学には通っていない。2019年、「絞首商会の後継人」で第60回メフィスト賞を受賞し、同作を改稿・改題した『絞首商會』で小説家デビューした。
2022年発刊の『方舟』で「週刊文春ミステリーベスト10」2022国内部門と、「MRC大賞2022」のランキングで1位を獲得、第44回吉川英治文学新人賞、第20回本屋大賞、第23回本格ミステリ大賞（小説部門）候補に挙がった。2025年、『サロメの断頭台』で第25回本格ミステリ大賞（小説部門）候補。

## ミステリ・ランキング
- 週刊文春ミステリーベスト10
  - 2022年 - 『方舟』1位
  - 2023年 - 『十戒』6位

- このミステリーがすごい!
  - 2023年 - 『方舟』4位
  - 2024年 - 『十戒』13位
  - 2025年 - 『サロメの断頭台』25位

- 本格ミステリ・ベスト10
  - 2020年 - 『絞首商會』23位
  - 2022年 - 『サーカスから来た執達吏』14位
  - 2023年 - 『方舟』2位
  - 2024年 - 『十戒』7位
  - 2025年 - 『サロメの断頭台』6位

- ミステリが読みたい!
  - 2023年 - 『方舟』6位
  - 2024年 - 『十戒』11位

- MRC大賞
  - 2022年 - 『方舟』1位
  - 2023年 - 『十戒』2位
  - 2024年 - 『サロメの断頭台』7位

## 作品リスト

### 単行本
- 『絞首商會』（講談社、2019年9月 / 講談社文庫、2023年1月）
- 『サーカスから来た執達吏』（講談社、2021年9月 / 講談社文庫、2023年8月）
- 『方舟』（講談社、2022年9月 / 講談社文庫、2024年8月）
- 『時計泥棒と悪人たち』（講談社、2023年4月）
- 『十戒』（講談社、2023年8月 / 講談社文庫、2025年8月）
- 『サロメの断頭台』（講談社、2024年3月）

### アンソロジー
「」内が夕木春央の作品
- 『これが最後の仕事になる』（2024年8月7日、講談社）「有血革命」
- 『有栖川有栖に捧げる七つの謎』（2024年11月6日、文春文庫）「有栖川有栖嫌いの謎」
- 『だから捨ててと言ったのに』（2025年1月16日、講談社）「擲たれた手紙」
- 『選んで、語って、読書会〈2〉』（2025年3月、創元推理文庫）「塔」

### 雑誌掲載作品
小説
- 「四月六日の生放送」 - 『小説現代』2022年8月号（講談社）
- 「墓穴」 - 『メフィスト』2022 SUMMER VOL.4（2022年7月、MRC/講談社）
- 「今際の際の断崖から」 - 『紙魚の手帖』vol.09 FEBRUARY 2023（東京創元社）
- 「夢」 - 『小説すばる』2023年8月号（集英社）
- 「有栖川有栖嫌いの謎」 - 『別冊文藝春秋』No.55 2024年5月号（文藝春秋）

エッセイなど
- 「『絞首商會』あとがきのあとがき」 - 『メフィスト』2019年 vol.2（2019年8月、講談社）
- 「〆切めし」 - 『小説現代』2023年7月号（講談社）

## 漫画化作品
- 『方舟』（作画：悠木星人 構成：木場健介 / 全3巻 スクウェア・エニックス ガンガンコミックスONLINE）